# Triportheus pantanensis
Triportheus pantanensis är en fiskart som beskrevs av Luiz R. Malabarba 2004. Triportheus pantanensis ingår i släktet Triportheus och familjen Characidae. Inga underarter finns listade i Catalogue of Life.